# Sjarhej Alaj
Sjarhej Alaj (belarussisch Сяргей Алай, engl. Transkription Siarhey Alay, auch russisch Сергей Алай – Sergei Alai – Sergey Alay; * 11. Juni 1965 in Minsk; † Oktober 2021) war ein belarussischer Hammerwerfer.
Bei den Weltmeisterschaften 1993 in Stuttgart wurde er Vierter, bei den Weltmeisterschaften 1995 in Göteborg Sechster und bei den Olympischen Spielen 1996 in Atlanta Achter. 1993 wurde belarussischer Meister. Seine Bestweite von 82,00 m erzielte er am 12. Mai 1992 in Stajki. Sjarhej Alaj war 1,84 m groß und wog zu Wettkampfzeiten 98 kg.